# جحيم في زنزانة (2021)
جحيم في زنزانة (بالإنجليزية: Hell in a Cell)‏ هو عرض مصارعة محترفة من فئة الدفع مقابل المشاهدة وهو العرض الثالث عشر من سلسلة عروض جحيم في زنزانة. سيقام العرض في 20 يونيو 2021 في مدينة تامبا بولاية فلوريدا الأمريكية.

## وصلات خارجية
- الموقع الرسمي
- WWE ThunderDome Frequently Asked Questions